# IC 5239
IC 5239 је ознака објекта на координатама са ректансцензијом 22h 40m 45,0s и деклинацијом - 38° 2" 36'. Открио га је Луис Свифт, 7. јула 1897. Каснијим посматрањима на том положају није уочен никакав астрономски објекат.